# 蘇森墉
蘇森墉（1919年7月8日—2007年5月18日），是一位出身臺灣臺北及福建的音樂教育家。他曾在新竹中學等地大力推動合唱教育，並改編及創作多首曲目。

## 生平

### 早年生活
1919年，蘇森墉出生於日治臺灣臺北市下奎府町（今靜修高中附近）；他的父親蘇賢渡在早前自福建前往臺灣，並以其煙草製作技術在臺北菸草專賣局擔任師傅職務，母親是盧和涼，他還有一個父母因難以生育而早先領養的兄長蘇俊墉。五歲時，受兄長影響，他已能使用五聲音階一邊彈奏風琴的黑鍵一邊哼唱日本兒歌。七歲時，他開始就讀於陳德星堂培德書房，以閩南語學習《三‧百‧千》、《古文觀止》、《增廣昔日賢文》等及基礎日語與日本歌曲，並在兩年後畢業；但是，在家裡時，他通常以客語交談。畢業後，他由父親繼續教育指導古典文學及書法習作。1929年，他的父親自製煙工廠職務退休，他隨母親遷居漳州龍溪。不久，他考入龍溪實驗小學就讀於三年級，並熱衷於歌唱、遊戲及繪畫等活動。1931年，他以五年級同等學力考入福建省立龍溪職業學校初中部化學科；當時，他在課餘熱衷於寫生、攝影及暗房沖洗技術。1933年，他考入龍溪職業學校高中部藝術科；不久，學校因日軍逼近而遷至連城，他的家人也搬至永定古竹鄉祖籍居住。

### 教職生涯

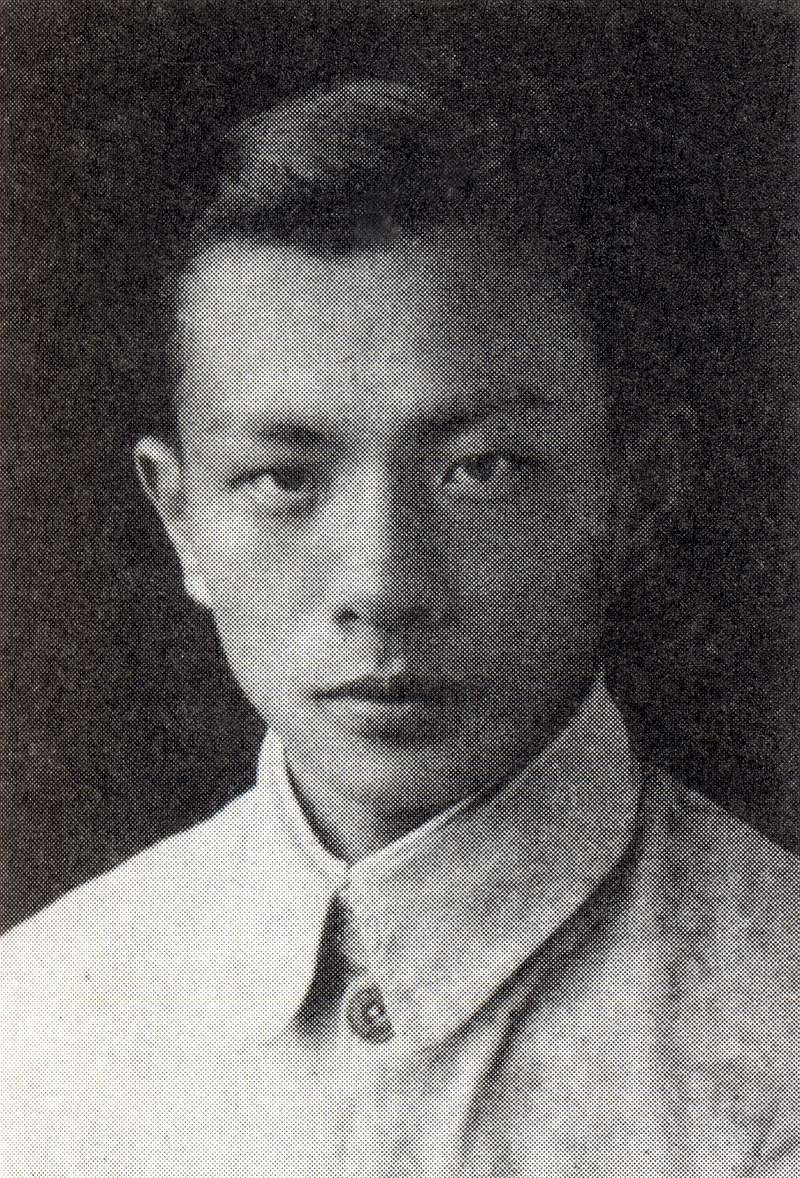
蘇森墉，攝影於民國二十八年獲保送國立福建音樂專科學校師資班主修聲樂時。

1938年高中畢業後，他被推薦入永定初級中學擔任教師，任教於美術、音樂、體育等課程，並完成其第一首創作歌曲《龍崗頌》（《我們在後方》）及參與於抗敵劇團演出。1939年，他被保送至國立福建音樂專科學校師資班主修聲樂。1940年，他返回永定初級中學任教。1942年，他與葉棠如在永定舉行婚禮。1943年，他的長子蘇丹菱在永定出生；同時，他前往上杭省立中學教授音樂。1944年，他的長女蘇綠萍在上杭出生；同時，他前往龍岩省立師範學校教授音樂。1945年，他再度回到永定初級中學任教。
1946年，他經三民主義青年團成員盧如漢介紹認識辛志平，並獲聘前往臺灣省立新竹中學任職音樂教師。1947年，二女兒蘇綠菲出生於新竹；同時，二二八事件爆發，他隨同校長辛志平一家遷居於學生宿舍，並在半個月後遷返其日式宿舍。1948年，辛志平為新竹中學校歌寫作歌詞，並徵求曲調三首，經全校師生投票表決選定他的曲調為第一校歌，黃友棣的作品則為第二校歌。1950年，三女兒蘇綠雲出生於新竹。1953年，二兒子蘇丹舟出生於新竹。1959年，他在國立音樂研究所青年音樂社新竹分社成立後任社長兼指揮。1960年，臺灣省教育廳舉辦全省音樂比賽，他率領新竹中學獲得首屆全省合唱高中組冠軍。1961年至1970年，他領導新竹中學連年獲得全省合唱比賽冠軍（除1969年為季軍外），並開始推行校內班際合唱及獨唱比賽，又對外策劃各項聯合音樂會，且連續多年舉辦音樂活動。1963年，他應國立臺灣藝術專科學校聘為音樂科教授教導合唱。1964年，他於中原理工學院擔任合唱指導。1965年，他為台北市樂友合唱團擔任指揮，並在國立清華大學合唱團擔任指導。1967年，他組織新竹竹聲合唱團，並經常親自在其演出時擔任指揮；同時，他開始向劉德義教授學習作曲，又應聘為私立元培醫事專科學校音樂教師。1968年，他在中央廣播電臺所屬中央合唱團成立後擔任該團副指揮，同時擔任大同工學院合唱指導。1970年，他擔任輔仁大學合唱團指導。1971年，他與新竹中學奉省教育廳指示主動使其合唱團退出全省比賽。1972年，他擔任臺灣省立臺北女子師範學校合唱指導，並應私立中國文化學院聘為舞蹈音樂科副教授。1973年，他自新竹中學退休。
在新竹中學任教期間，他還投入於體育與繪畫，在1982年前獲得新竹縣教職員籃球賽冠軍，又持續創作水彩畫。同時，他也受某位張姓教師影響受洗成為天主教徒。

### 退休生活
1977年，他前往美國東部於費城、華盛頓哥倫比亞特區、紐約等地遊歷，又在夏季轉往巴西里約熱內盧與長女蘇綠萍同住，隨後開始在當地指導天主教與基督教唱詩班。1981年，他前往巴西聖保羅並參加中華會館活動；同年，他也擔任墾丁合唱團指揮，於雙十節客家宗親會舉行演唱會。1982年，他返回巴西里約。1984年，他前往慕尼黑隨三女蘇綠雲同住，並前往維也納、布達佩斯及東、西柏林參觀音樂會與歌劇院；同年秋季，他返回新竹定居，並應聘為中國廣播公司合唱團指揮。1985年，他開始擔任家庭教師，並於閒暇時繼續創作歌曲，同時擔任工業技術研究院合唱團指揮。1993年，他擔任科園社區發展協會合唱團（科學工業園區合唱團前身）指揮。1996年，中國電視公司為其製作《蘇森墉老師專輯》。2000年，新竹市立演藝廳為其於新竹及臺北舉辦「蘇森墉教授作品演唱會」各一場，新竹市政府也為其出版《蘇森墉作曲集》。2001年，國立交通大學浩然圖書館為其建置「蘇森墉音樂館」數位博物館。
他於1998年前後確診罹患帕金森氏症。

## 知名作品
- 《新竹市讚歌》[13]
- 《勇士骨》
- 《沙里洪巴》[2]
- 《拉縴行》（編曲）[14]

## 知名受影響者
- 鄭愁予[8]
- 錢善華
- 黃崑巖
- 張系國[15]

## 獎項及榮譽
- 新竹之光─終身成就獎（新竹之春音樂節，2003年）[9]

## 語錄
- 「為毀為譽、聽諸物議，任勞任怨、無愧我心」[9]
- 「老化是不是一種病？」[16]

## 軼事
- 他曾創作〈美麗的溪口鎮〉一曲，但遲遲沒有刊登發表。[9]
- 當國立臺灣藝術專科學校要求他指揮合唱為蔣中正祝壽時，他決定辭職離去。[9]
- 他曾率領學生在竹東林場合唱勞軍遭鼓譟干擾，並因而於往後拒絕在類似場合演出以保護學生。[9]
- 他是李遠哲的初中班級導師。[5][17]
- 他曾在擔任裁判時口誤後於隔日清早乘車至該校向其師生公開致歉。[16]
- 他曾向學生表示對於法國電影《愛你、想你、恨你（法语：La Motocyclette）》的讚賞，但告訴他們因內容涉及色情先不要觀賞；結果所有學生都因此趕去觀賞該片。[16]

## 外部連結
- 蘇森墉音樂館 （页面存档备份，存于）
- 蘇森墉 - 新竹市教育網
- 紀念專輯目錄 - 新竹中學校友會 （页面存档备份，存于）